# Байдук, Дмитрий Николаевич
Дмитрий Николаевич Байдук (бел. Дзмітрый Мікалаевіч Байдук; род. 3 августа 1996, Чуриловичи, Минская область) — белорусский футболист, полузащитник

## Клубная карьера
Футболом начал заниматься в минском МТЗ-РИПО. Затем перебрался в БАТЭ, где выступал за дублирующий состав. В составе юношеской команды борисовского клуба принимал участие в Юношеской лиге УЕФА. Дебютировал в турнире 17 сентября 2014 года в гостевой встрече со сверстниками из «Порту». Всего в турнире за два сезона принял участие во всех 12 играх, в которых отметился одной жёлтой карточкой. 18 июля 2016 года состоялся дебют Байдука в основном составе БАТЭ. В ответном матче 1/16 финала Кубка Беларуси со «Спартаком» из Шклова он провёл на поле всю игру. Встреча завершилась поражением борисовчан со счётом 1:2, но по сумме двух матчей они оказались сильнее.
2 марта 2016 года вместе с ещё несколькими футболистами БАТЭ отправился на правах аренды в «Смолевичи». Дебютировал в первой лиге 16 апреля в игре первого тура с минским «Торпедо». По окончании аренды подписал полноценный контракт с клубом. В общей сложности за два сезона, проведённых в «Смолевичах», принял участие в 51 игре, в которых забил четыре мяча. По итогам сезона 2017 года команда заняла второй место в турнирной таблице и получила право выступать в высшей лиге.
В феврале 2018 года стал игроком «Белшины», выступавшей в первой лиге. Дебютировал в составе нового клуба 7 апреля в гостевой игре с пинской «Волной» на непривычной для себя позиции нападающего. 21 апреля открыл свой голевой счёт в команде. В игре с «Гранитом» Байдук забил единственный гол, принеся тем самым победу свой команде. По итогам сезона «Белшина» заняла третье место, а Байдук в 27 матчах забил 11 мячей, став вторым бомбардиром команды после Дмитрия Гомзы.
22 ноября 2018 года подписал контракт с «Городеей», выступающей в Высшей лиге. 5 апреля 2019 года в матче с «Витебском» Байдук впервые сыграл в чемпионате Беларуси, выйдя на замену на 75-й минуте вместо Сергея Пушнякова.
В феврале 2021 года перешёл в брестское «Динамо», в июле расторг контракт с клубом. В январе 2022 года подписал контракт с польским клубом «Знич».

## Карьера в сборных
В молодёжной сборной дебютировал 14 апреля 2015 года в товарищеской игре с Украиной.

## Статистика выступлений

### Клубная статистика
| Выступление      | Выступление      | Выступление      | Лига | Лига | Кубки | Кубки | Конт. кубки | Конт. кубки | Итого | Итого |
| Клуб             | Лига             | Сезон            | Игры | Голы | Игры  | Голы  | Игры        | Голы        | Игры  | Голы  |
| ---------------- | ---------------- | ---------------- | ---- | ---- | ----- | ----- | ----------- | ----------- | ----- | ----- |
| БАТЭ             | Высшая лига      | 2015             | 0    | 0    | 1     | 0     | 0           | 0           | 1     | 0     |
| БАТЭ             | Итого            | Итого            | 0    | 0    | 1     | 0     | 0           | 0           | 1     | 0     |
| Смолевичи        | Первая лига      | 2016             | 22   | 0    | 1     | 0     | 0           | 0           | 23    | 0     |
| Смолевичи        | Первая лига      | 2017             | 26   | 3    | 2     | 1     | 0           | 0           | 28    | 4     |
| Смолевичи        | Итого            | Итого            | 48   | 3    | 3     | 1     | 0           | 0           | 51    | 4     |
| Белшина          | Первая лига      | 2018             | 27   | 11   | 3     | 1     | 0           | 0           | 30    | 12    |
| Белшина          | Итого            | Итого            | 27   | 11   | 3     | 1     | 0           | 0           | 30    | 12    |
| Городея          | Высшая лига      | 2019             | 20   | 1    | 1     | 0     | 0           | 0           | 21    | 1     |
| Городея          | Высшая лига      | 2020             | 25   | 0    | 2     | 0     | 0           | 0           | 27    | 0     |
| Городея          | Итого            | Итого            | 45   | 1    | 3     | 0     | 0           | 0           | 48    | 1     |
| Всего за карьеру | Всего за карьеру | Всего за карьеру | 120  | 15   | 10    | 2     | 0           | 0           | 130   | 17    |